# Szunda-szigeti lajhármaki

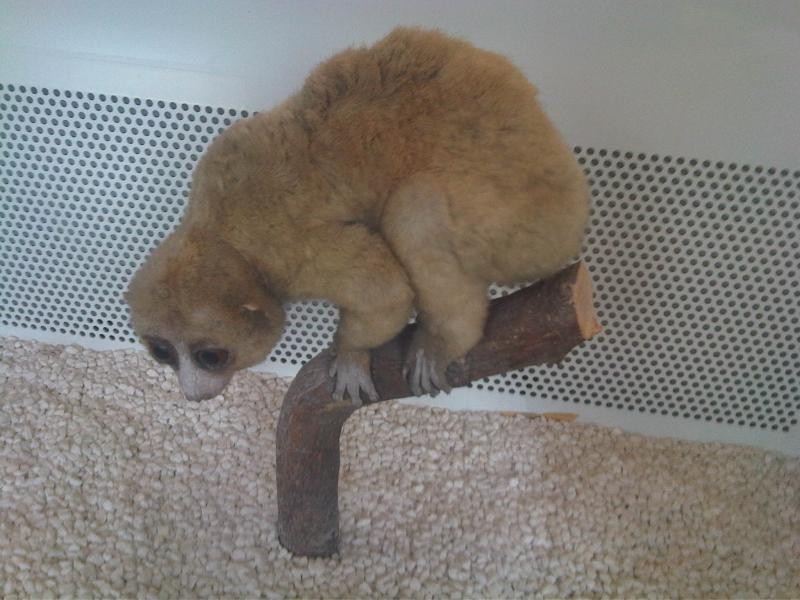
Kitömött szunda-szigeti lajhármaki a londoni Természettudományi Múzeumban

A szunda-szigeti lajhármaki (Nycticebus coucang) a főemlősök (Primates) rendjébe, azon belül a lajhármakifélék (Loridae) családjába tartozó Nycticebus nemének egyik faja.

## Elterjedése
Délkelet-Ázsia dzsungeleiben honos, Indonéziában, Malajziában, Szingapúrban, Thaiföldön.

## Alfajai
- maláj lajhármaki (Nycticebus coucang coucang) – Maláj-félsziget és Szumátra
- jávai lajhármaki (Nycticebus coucang javanicus) – Jáva

## Megjelenése
A szunda-szigeti lajhármaki bár aranyosnak tűnik, mérgező, kívüle kevés emlős mérgező. Testhossza 300–380 mm. Testtömege 2 kg.

## Életmódja
Éjjel aktív, magányos. A szunda-szigeti lajhármaki a fán él. Tápláléka gyümölcsök, madarak, kisebb emlősök, tojás, rovarok. Fogságban 20-26 évig él.

## Szaporodása
A hímeknél az ivarérettség 17-18 hónaposan kezdődik. A nőstények évente kétszer szaporodnak. A párzási időszak egész évben tart. A 184-197 napig tartó vemhesség végén a nőstény 1 kölyöknek ad életet. A kölyök 50 gramm körüli súllyal születik. 175-213 naposan kerül sor az elválasztásra.

## Természetvédelmi állapota
Az élőhelyének szűkülése és az illegális vadállat kereskedelem fenyegeti. Az IUCN vörös listáján a „sebezhető” kategóriában szerepel.

## Fordítás
- Ez a szócikk részben vagy egészben  a   Sunda Loris című angol Wikipédia-szócikk fordításán alapul.  Az eredeti cikk szerkesztőit annak laptörténete sorolja fel. Ez a jelzés csupán a megfogalmazás eredetét és a szerzői jogokat jelzi, nem szolgál a cikkben szereplő információk forrásmegjelöléseként.